# Invisible, Inc.
Invisible, Inc. è un videogioco del genere strategico a turni, con elementi stealth e roguelike, sviluppato e pubblicato dallo studio canadese Klei Entertainment. È stato reso disponibile in accesso anticipato per Windows e OS X nel gennaio 2014. La versione completa è stata pubblicata il 12 maggio 2015. Una versione per PlayStation 4 è stata pubblicata il 19 aprile 2016, mentre una versione per i dispositivi mobili iOS il 6 ottobre 2016. Il giocatore agisce come operatore remoto di un'agenzia di spionaggio sottoposta all'attacco di multinazionali e dirige gli agenti in missioni segrete, acquisendo risorse e supporto al fine di consentire il trasferimento del sistema informatico dell'agenzia verso un rifugio sicuro entro un numero limitato di tempo.

## Modalità di gioco
Il gioco è uno strategico a turni di stampo tattico inspirato a X-COM, con enfasi su infiltrazione e spionaggio. In ogni nuova partita il giocatore prende il ruolo di un agente e ha tre giorni di tempo per preparare la missione finale. Ciò avviene completando una serie di missioni attraverso il mondo per acquisire informazioni, equipaggiamento e personale, tenendo conto del tempo occorrente per viaggiare e delle missioni svolte entro quel periodo di tre giorni. Il giocatore seleziona due agenti che svolgeranno tre missioni, i quali potranno liberare altri agenti durante le stesse. Se un agente muore e non viene tratto in soccorso dagli altri agenti all'uscita dalla missione, la sua morte sarà permanente (come da tradizione roguelike), mentre la partita sarà persa se tutti gli agenti muoiono in missione. I dettagli della missione e gli obiettivi della stessa, compresi i vari oggetti di rilievo, sono generati casualmente ad ogni nuova partita, come anche gli ostacoli e la difficoltà della partita.
Le missioni si svolgono a turni. Ogni agente sotto il controllo del giocatore ha un numero limitato di punti azione ogni turno che consentono loro di muoversi, aprire / chiudere le porte, eliminare le guardie in silenzio o eseguire altre attività segrete. Inoltre, il giocatore potrebbe aver bisogno di raccogliere energia per poter usare "Incognita", l'interfaccia di hacking che consente loro di disabilitare allarmi e telecamere di sicurezza o rimuovere le serrature sulle casseforti. Una volta che il giocatore ha completato il proprio turno, tutte le forze nemiche si spostano, e nella maggior parte delle posizioni viene generato un livello di allarme; con livelli di allarme più elevati, arriveranno nuove forze di sicurezza e minacce, rendendo la missione più difficile. Alcune stazioni possono consentire al giocatore di acquistare potenziamenti o attrezzature per gli agenti che possono essergli d'aiuto per la missione, usando i soldi raccolti nel gioco. L'obiettivo della missione in genere consiste nel recuperare un oggetto specifico da una posizione sicura e di fuggire, rubando quanti più soldi e attrezzature possibili lungo la strada.